# Любомировка (Самаровский район)
Любомировка (укр. Любомирiвка, до 2024 года — Першотравенка) — село,
Першотравенский сельский совет,
Магдалиновский район,
Днепропетровская область,
Украина.
Код КОАТУУ — 1222385801. Население по переписи 2001 года составляло 813 человек.
Является административным центром Першотравенского сельского совета, в который не входят другие населённые пункты.

## Географическое положение
Село Першотравенка находится на берегу реки Чаплинка (в основном на правом),
выше по течению примыкают сёла Шевченковка и Тарасо-Шевченковка,
ниже по течению примыкает село Чаплинка (Петриковский район).
По селу протекает пересыхающий ручей с запрудой.
Через село проходит автомобильная дорога Т-0414.

## Экономика
- «Рассвет», сельхозпредприятие.

## Объекты социальной сферы
- Школа.